# Monica Halvorsen
Monica Halvorsen (* 1. Oktober 1977) ist eine norwegische Badmintonspielerin. 

## Karriere
Monica Halvorsen gewann nach mehreren Siegen in den Nachwuchsaltersklassen 1998 ihren ersten nationalen Titel bei den Erwachsenen. Zehn weitere Titelgewinne folgten bis 2011. 1999 nahm sie an den Badminton-Weltmeisterschaften teil.

## Sportliche Erfolge
| Saison | Veranstaltung                                | Disziplin   | Platz | Name                                                          |
| ------ | -------------------------------------------- | ----------- | ----- | ------------------------------------------------------------- |
| 1992   | Norwegische Meisterschaft U14                | Damendoppel | 1     | Monica Halvorsen / Anniken Halvorsen, Båtsfjord Spkl.-Oslo BK |
| 1993   | Norwegische Meisterschaft U16                | Damendoppel | 1     | Monica Halvorsen / Anniken Halvorsen, Båtsfjord Spkl.-Oslo BK |
| 1994   | Norwegische Meisterschaft U16                | Dameneinzel | 1     | Monica Halvorsen, Sandefjord BK                               |
| 1994   | Norwegen: Einzelmeisterschaften der Junioren | Dameneinzel | 1     | Monica Halvorsen                                              |
| 1995   | Norwegen: Einzelmeisterschaften der Junioren | Damendoppel | 1     | Monica Halvorsen / T. Engebretsen                             |
| 1995   | Norwegen: Einzelmeisterschaften der Junioren | Dameneinzel | 1     | Monica Halvorsen                                              |
| 1996   | Norwegen: Einzelmeisterschaften der Junioren | Damendoppel | 1     | Monica Halvorsen / Charlotte Aase                             |
| 1996   | Norwegen: Einzelmeisterschaften der Junioren | Dameneinzel | 1     | Monica Halvorsen                                              |
| 1996   | Norwegen: Einzelmeisterschaften der Junioren | Mixed       | 1     | Thomas Andersen / Monica Halvorsen                            |
| 1998   | Norwegen: Einzelmeisterschaften              | Damendoppel | 1     | Gry Kirsti Skjønhaug / Monica Halvorsen                       |
| 2001   | Norwegen: Einzelmeisterschaften              | Dameneinzel | 1     | Monica Halvorsen                                              |
| 2002   | Norwegen: Einzelmeisterschaften              | Dameneinzel | 1     | Monica Halvorsen                                              |
| 2003   | Norwegen: Einzelmeisterschaften              | Mixed       | 1     | Per Thomas Mork / Monica Halvorsen                            |
| 2003   | Norwegen: Einzelmeisterschaften              | Dameneinzel | 1     | Monica Halvorsen                                              |
| 2003   | Norwegen: Einzelmeisterschaften              | Damendoppel | 1     | Sara Blengsli Kværnø / Monica Halvorsen                       |
| 2005   | Norwegen: Einzelmeisterschaften              | Dameneinzel | 1     | Monica Halvorsen                                              |
| 2005   | Norwegen: Einzelmeisterschaften              | Damendoppel | 1     | Monica Halvorsen / Helene Abusdal                             |
| 2008   | Norwegen: Einzelmeisterschaften              | Damendoppel | 1     | Monica Halvorsen / Mari Helene Bøe                            |
| 2010   | Norwegen: Einzelmeisterschaften              | Damendoppel | 1     | Monica Halvorsen / Sara Blengsli Kværnø                       |
| 2011   | Norwegen: Einzelmeisterschaften              | Damendoppel | 1     | Monica Halvorsen / Hanna Blengsli Kværnø                      |